# GMG 항공
GMG 항공(영어: GMG Airlines)는 방글라데시의 항공사로 총 5개 노선을 취항하고 있다. 본사는 방글라데시 다카에 위치해 있으며 1998년에 설립했다. 또한 사용하고 있는 허브 공항으로 샤잘랄 국제공항이 있다.

## 보유 기종
- 2012년 4월 기준으로 GMG 항공은 다음과 같은 기종을 보유하고 있다.

## 사진

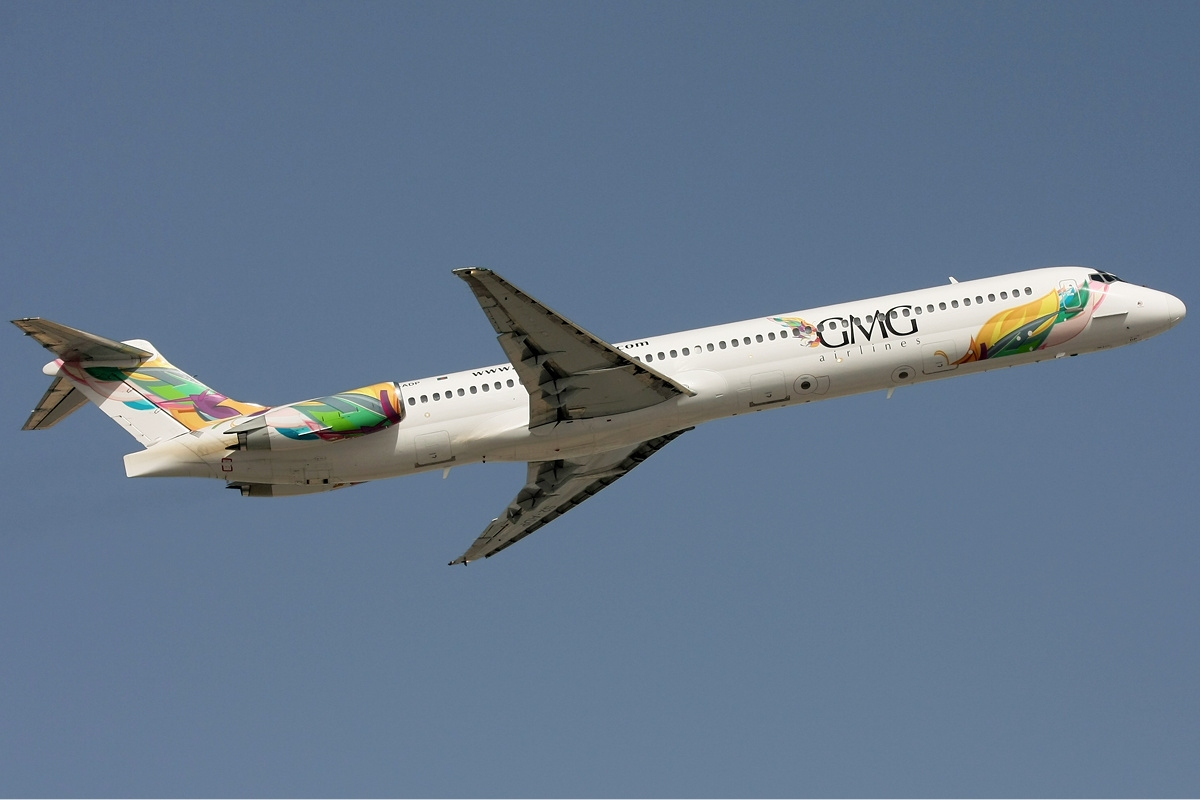
GMG 항공의 맥도넬더글러스 MD-83
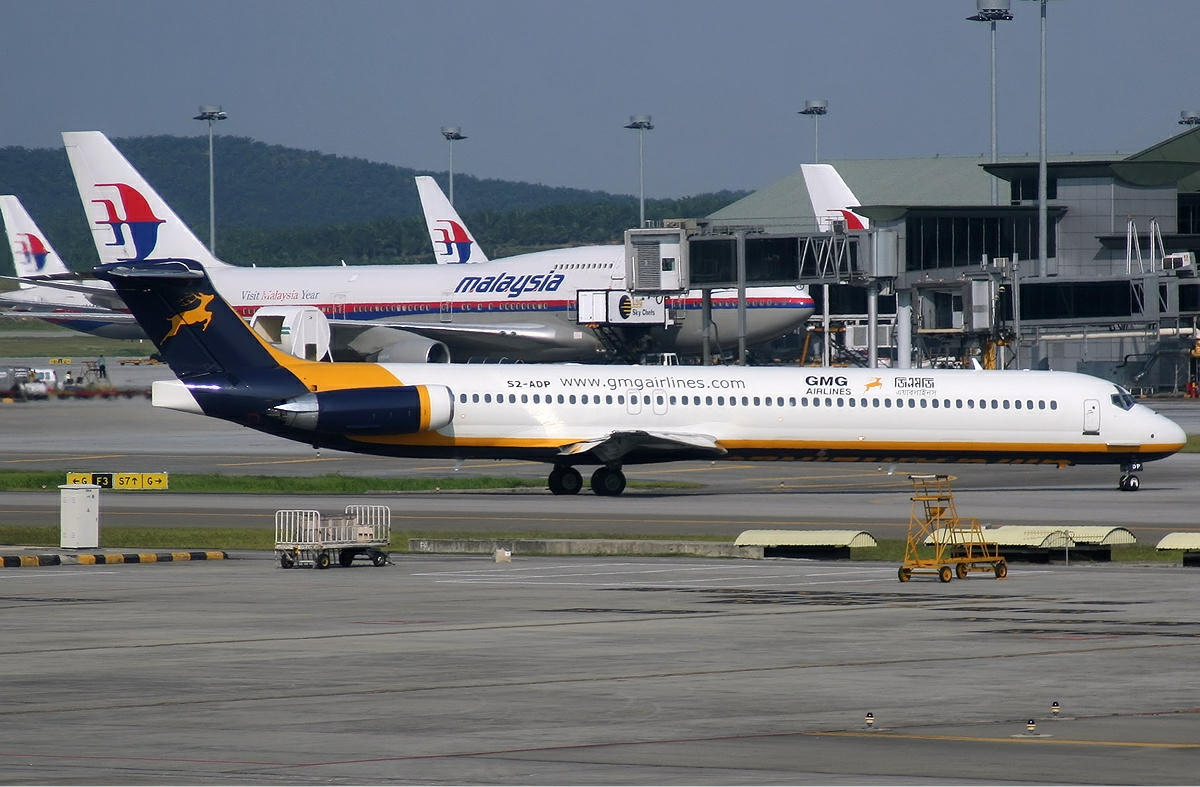
GMG 항공의 맥도넬더글러스 MD-83
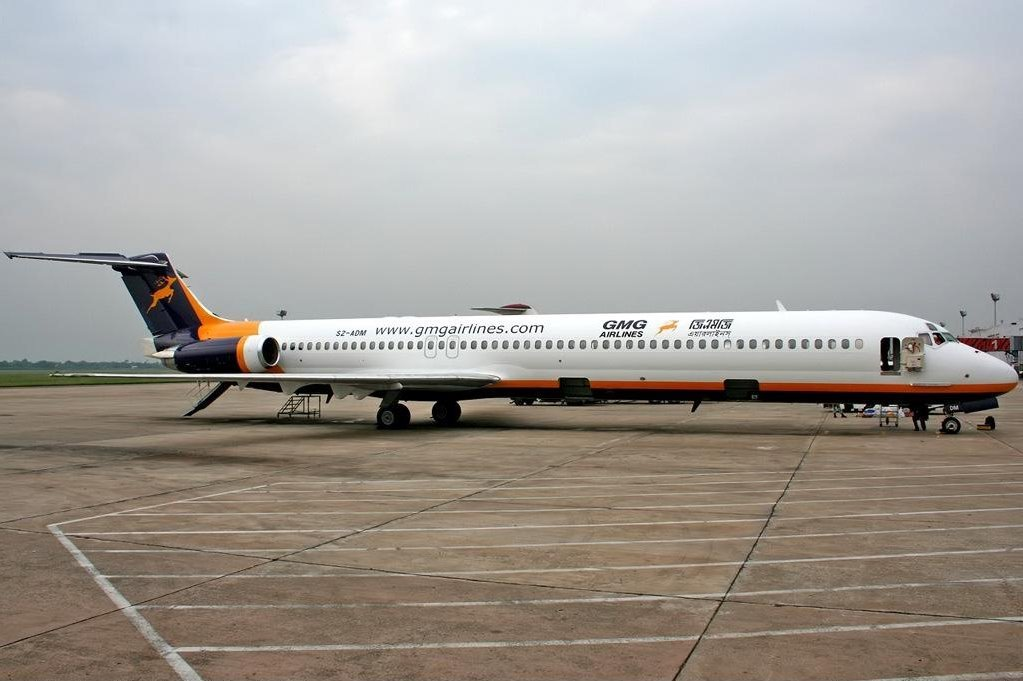
GMG 항공의 맥도넬더글러스 MD-83